# Rivière Wheeler
Pour les articles homonymes, voir Wheeler.
La rivière Wheeler est un affluent de la rive gauche de la rivière à la Baleine, laquelle va se déverser sur le littoral sud de la baie d'Ungava. La rivière Wheeler s'écoule vers le nord-est dans le territoire non organisé de Rivière-Koksoak, dans le Nunavik, dans la région administrative du Nord-du-Québec, au Québec, au Canada.

## Géographie
Les bassins versants voisins de la rivière Wheeler sont :
- côté nord : rivière à la Baleine ;
- côté est : rivière George, rivière à la Baleine, lac Vannes, lac Secondon ;
- côté sud : rivière Murdoch, rivière Savalette, rivière Caniapiscau ;
- côté ouest : rivière Caniapiscau, rivière False, rivière Swampy Bay et les lacs : Wakuach, Cramolet, Effiat, Dumphy et Romanet.

La rivière Wheeler prend ses eaux de tête d'un ensemble de plans d'eau autour du lac Keoto, à proximité du lac Vannes et à proximité de la frontière Québec-Labrador. Le lac de tête comporte une longueur de 2,4 km, près de la ligne de partage des eaux avec la rivière Savalette.
À partir du lac de tête, la rivière coule vers le nord-ouest, en traversant quelques plans d'eau dont le lac Protecto (longueur : 5,6 km ; altitude : 419 m) sur 5 km et le lac Keato (longueur : 8,3 km ; altitude : 414 m) que le courant traverse sur sa pleine longueur. Les eaux des lacs  (altitude : 418 m) et la Sudrie se déversent dans le lac Keato.
Puis la rivière longe le lac Vannes par le côté ouest, mais sans drainer ses eaux. La rivière poursuit son cours vers le nord en traversant les lacs Low (altitude : 366 m), Tassy (altitude : 361 m), Gachet (altitude : 351 m), Yroquet (altitude : 348 m), Milamar (altitude : 346 m) et Wheeler (altitude : 292 m).
La rivière Wheeler s'écoule sur plus de 200 km vers le nord en traversant une série de plans d'eau. Le courant de cette rivière traverse de nombreux rapides surtout dans les quatre derniers kilomètres de son cours où l'on compte 13 îles et îlots. À son embouchure, elle se déverse sur la rive ouest dans la rivière à la Baleine, à près de 300 km au sud de la baie d'Ungava.

## Toponymie
La confluence des rivières Wheeler et À la Baleine se nomme "Kanniq". Cette désignation toponymique d'origine "naskapie" signifiait le confluent. Le lieu-dit de Kapapikwamischipiyiu est situé sur la rive est de cette confluence ; ce lieu-dit d'origine naskapie signifie le courant polit les pierres.
Dans le dernier segment de son cours, la rivière traverse une série de rapides et d'îles. Selon une thèse, le toponyme naskapi de la rivière évoque ces îles. Jadis, la rivière était désignée par les Inuits : "Kaypikupau Sipi", signifiant la rivière aux îles broussailleuses, car on n'y trouverait que le saule rabougri dans ce territoire sans arbres.
Géologue américain de l'Université Cornell, E. P. Wheeler a dirigé des expéditions au Labrador et dans la région de l'Ungava en 1926, 1927 et 1928. Lors de l'un de ces voyages, il remonta la rivière à la Baleine jusqu'au village nordique de Kuujjuaq. Les résultats des recherches cartographiques, menées à partir d'observations sur les latitudes et les longitudes, ont paru dans une édition de la Geographical Review de 1930 et une autre de 1935.
Le toponyme rivière Wheeler a été officialisé en 1945 par la Commission de géographie du Québec, afin d'évoquer l'œuvre de cet explorateur.
Le toponyme rivière Wheeler a été officialisé le 5 décembre 1968 à la Commission de toponymie du Québec.